# Hilma Angered Strandberg
Hilma Kristina Elisabet Angered-Strandberg (* 10. Juni 1855 in Stockholm; † 23. Januar 1927 in Meran) war eine schwedische Schriftstellerin.

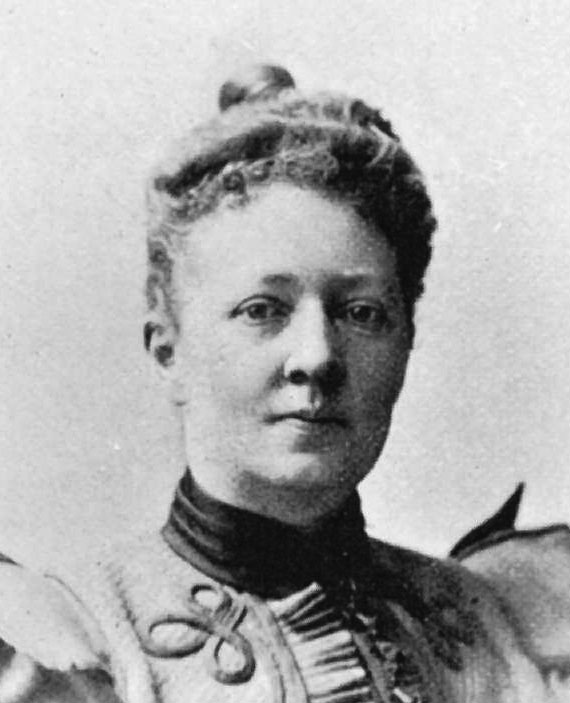
Hilma Angered Strandberg

## Leben
Angered-Strandberg wurde als Tochter von Justizrat und Mitglied der Svenska Akademien Carl Gustaf Strandberg (1825–1874) und Eva Helleday (1830–1869) geboren. Sie lernte an einer gewöhnlichen Stockholmer Schule, nahm aber später Privatunterricht bei E. M. Rappe in Småland. 1876 schloss sie eine Ausbildung zur Telegrafistin ab und arbeitete in diesem Beruf von 1883 bis 1888 in Fjällbacka. Während dieser Zeit schrieb sie so genannte Korrespondenzen an die Zeitung Göteborgs Handels- och Sjöfartstidning. Von 1884 bis 1885, als sie von ihrer eigentlichen Arbeit freigestellt wurde, war sie Mitarbeiterin dieser Zeitung. Angered-Strandberg heiratete den Künstler Hjalmar Angered und emigrierte mit ihm in die USA. Dort verbrachte sie die Jahre 1888 bis 1894 und schrieb überwiegend Korrespondenzen nach Schweden, größtenteils wiederum an Göteborgs Handels- och Sjöfartstidning. Auf der Weltausstellung in Chicago 1893 war sie für die Präsentation der Gesellschaft Handarbetets Vänner (Freunde der Handarbeit) zuständig, deren Ziel die Entwicklung der schwedischen Textilkunst war. Gleichzeitig arbeitete sie dort als Korrespondentin für Göteborgs Handels- och Sjöfartstidning. Von 1904 bis 1914 unternahm sie lange Studienreisen in die Schweiz und nach Italien, über die sie in mehreren schwedischen Zeitungen und Zeitschriften berichtete.
Ihr Debütbuch war eine Gedichtsammlung, die unter dem Pseudonym Lilian herausgegeben wurde. Unter selbem Pseudonym begann sie Novellen zu schreiben, die unter anderem in der Göteborger Zeitschrift Illustreradt året om erschienen. Ihre frühen, ziemlich schablonenartigen Arbeiten waren romantisch geprägt. Während ihres schwedisch-amerikanischen Lebens fand sie dankbare Motive für einige eigenartige, pessimistisch gefärbte Schilderungen wie in Den nya världen (Die neue Welt) und beschrieb gleichsam Zustände ihres Heimatlandes in Romanen und Novellen. In ihren Büchern werden Doppelmoral und Dogmatismus kritisiert, wie beispielsweise in dem Roman På Prärien (Durch die Prärie) und in der Autobiografie Lydia Vik.

## Werke

### Novellen
- Västerut, 1888
- Från det gamla och nya landet, 1900
- Under söderns sol (Reisenovellen), 1905
- Ödesglimtar, 1905
- Trollmark, 1907
- På bygator och alpvägar (Reisenovellen), 1915

### Romane
- Den nya världen 1898
- På prärien, 1899
- Lydia Vik, 1904
- Hemma, 1912
- Barbarens son, 1924

## Preise und Auszeichnungen
- Großer Preis der Neun 1916